# 塚田幸三
塚田 幸三（つかだ こうぞう、1952年 - ）は、日本の翻訳家、著述家。
ルドルフ・シュタイナーのホメオパシー理論について多くの翻訳がある。

## 来歴
大阪府立大学農学部卒・英国エディンバラ大学大学院獣医学研究科修士課程修了。

## 著書
- 『滝沢克己からルドルフ・シュタイナーへ 人生の意味を求めて』（ホメオパシー出版） 2008
- 『シュタイナーから読む池田晶子』（群青社） 2009
- 『歎異抄』が問いかけるもの シュタイナーの視点から』（イザラ書房） 2011

### 共著
- 『いのちの声を聞く 海人 / 奥邃 / ヘレン・ケラー / スウェーデンボルグ / フランクル / シュタイナー』（高橋和夫共著、ホメオパシー出版） 2008

## 翻訳
- 『アフリカの文化と開発 苦悩からの脱出』（ナボス・ングルーベ、荒竹出版） 2000
- 『貨幣の生態学 単一通貨制度の幻想を超えて』（リチャード・ダウスウェイト、馬頭忠治共訳、北斗出版） 2001
- 『「ならず者国家」と新たな戦争 米同時多発テロの深層を照らす』（ノーム・チョムスキー、荒竹出版） 2002
- 『衝突を超えて 9・11後の世界秩序』（K・ブース, T・ダン編、寺島隆吉監訳、寺島美紀子共訳、日本経済評論社） 2003
- 『バイオリージョナリズムの挑戦 この星に生き続けるために』（プーラン・デサイ, スー・リドルストーン、宮田春夫共訳、群青社） 2004
- 『シュタイナー医学入門』（マイケル・エバンズ, イアン・ロッジャー、群青社） 2005
- 『ペットのためのホメオパシー ペットオーナーと専門家のための理論と実践』（クリストファー・デイ、由井寅子日本語版監修、ホメオパシー出版、アニマルホメオパシー海外選書） 2005
- 『犬のためのホメオパシー 犬の病気別ホメオパシーレメディーの詳説』（ジョージ・マクラウド、由井寅子日本語版監修、ホメオパシー出版、アニマルホメオパシー海外選書） 2006
- 『医療と教育を結ぶシュタイナー教育』（ミヒャエラ・グレックラー、石川公子共訳、群青社） 2006
- 『動物の本質 ルドルフ・シュタイナーの動物進化論』（カール・ケーニッヒ、由井寅子日本語版監修、ホメオパシー出版、ホメオパシー海外選書） 2006
- 『猫のためのホメオパシー 猫の病気別ホメオパシーレメディーの詳説』（ジョージ・マクラウド、由井寅子日本語版監修 、ホメオパシー出版、アニマルホメオパシー海外選書） 2006
- 『バイオダイナミック農法入門 シュタイナー思想の実践』（ウィリー・スヒルトイス、由井寅子日本語版監修、ホメオパシー出版、ホメオパシー農業選書） 2006
- 『ペットオーナーのためのホメオパシー 応急手当の手引き』（クリストファー・デイ、由井寅子日本語版監修、ホメオパシー出版、アニマルホメオパシー海外選書） 2006
- 『牛のためのホメオパシー 自然で人間的かつ効果的な家畜のケア』（クリストファー・デイ、由井寅子日本語版監修、ホメオパシー出版、アニマルホメオパシー海外選書） 2008
- 『獣医のためのホメオパシー ホメオパシーの理論と実践』（ジョン・サクストン, ピーター・グレゴリー、由井寅子日本語版監修、ホメオパシー出版、アニマルホメオパシー海外選書） 2008
- 『バイオダイナミックガーデニング もうひとつの有機農法の実践』（ジョン・ソーパー、由井寅子日本語版監修、ホメオパシー出版、ホメオパシー農業選書） 2008
- 『インディアンの環境教育』（グレゴリー・カヘーテ、日本経済評論社） 2009
- 『シュタイナーの『農業講座』を読む』（ジョン・ソーパー、由井寅子日本語版監修、ホメオパシー出版、ホメオパシー農業選書） 2010

## 参考
- http://bookweb.kinokuniya.co.jp/htm/4946572732.html